# Yungassjakohoen
De yungassjakohoen (Penelope bridgesi) is een vogel in de familie Cracidae. De vogel werd in 1860 door  George Robert Gray als aparte soort beschreven, maar werd na 1900 als ondersoort van de grijspootsjakohoen beschouwd. Uit in 2018 gepubliceerd onderzoek bleek dat de soortstatus voor dit taxon verdedigbaar is.

## Kenmerken
Deze soort lijkt sterk op de grijspootsjakohoen maar is iets groter, heeft lichter gekleurde streepjes in het verenkleed en ook het geluid is anders.

## Verspreiding en leefgebied
Dit hoen komt voor in Midden-Bolivia tot noordwestelijk Argentinië.